# Caprivistrook

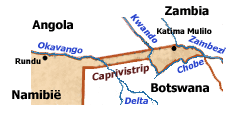
De Caprivistrook.

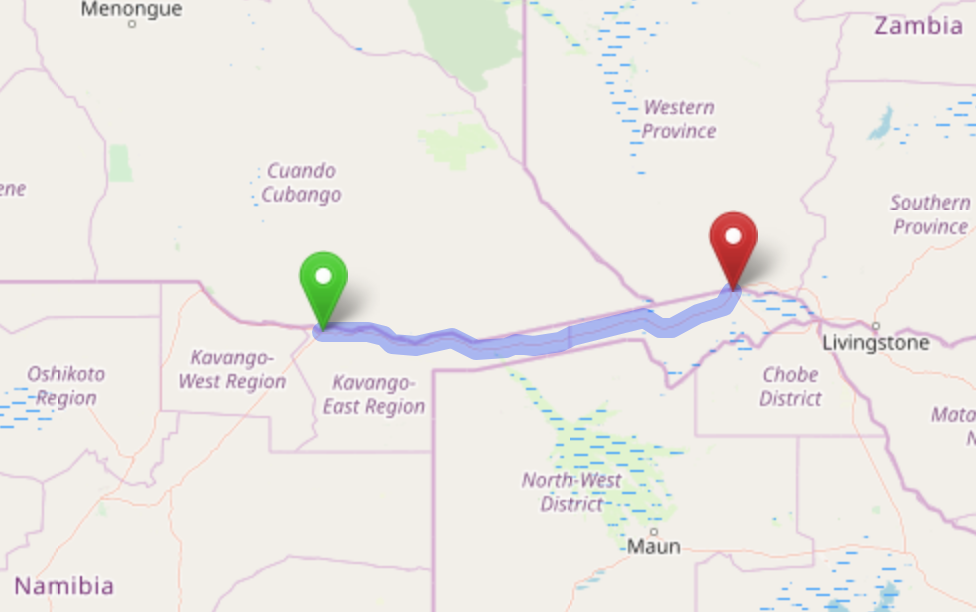
De Trans-Caprivi highway sinds 1999 (OpenStreetMap)

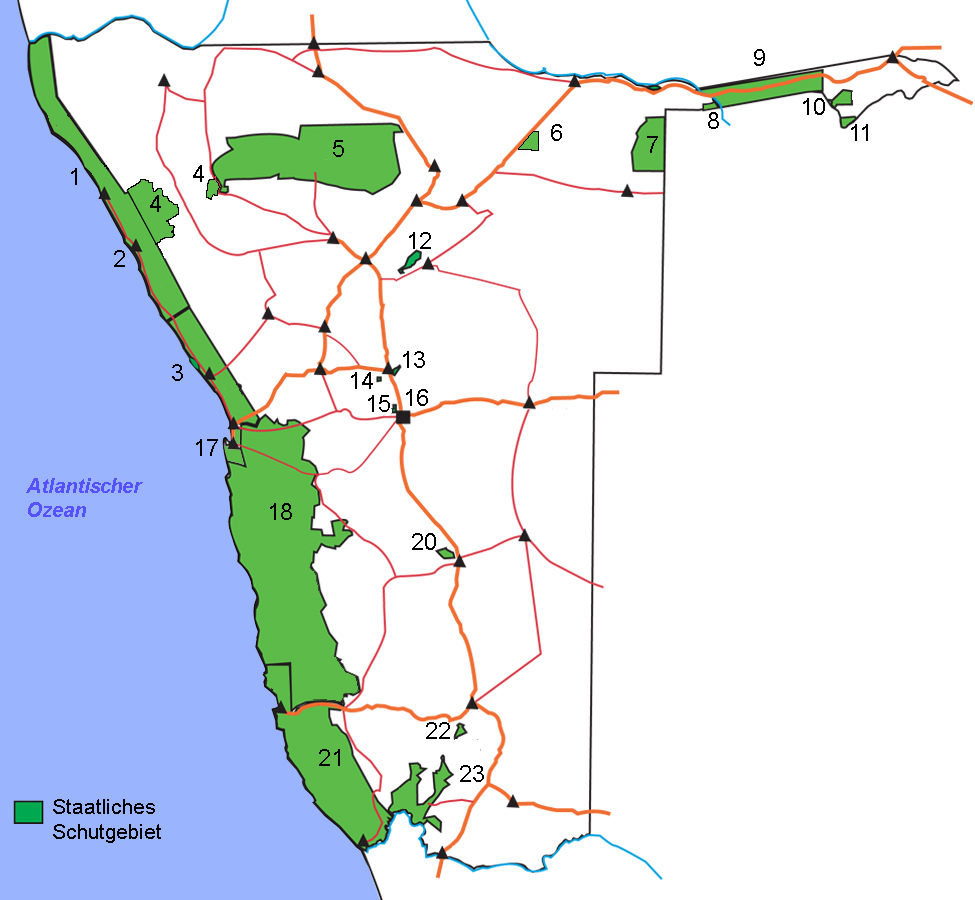
Kaart van de beschermde natuurgebieden in Namibië. In de Caprivistrook vindt men de nrs. 8, 9, 10 en 11

De Caprivistrook of kortweg Caprivi is een 30 km brede strook land in Afrika tussen Angola en Botswana, die onder het territorium van Namibië valt. De strook begint in het noordoosten van het land op de 21ste graad oosterlengte en strekt zich 450 km uit naar het oosten tot het punt waar de Chobe rivier zich van de Zambezi afsplitst. De strook grenst in het noorden aan Angola en Zambia, in het zuiden aan Botswana. De rivier de Okavango stroomt door het westelijk deel van de Caprivistrook. In het uiterste oosten komt de strook tot 100 meter van Zimbabwe (zie Vierlandenpunt).
Sinds 1990 valt de Caprivistrook onder twee bestuurlijke regio’s: de westelijke helft maakt deel uit van de regio Kavango, de oostelijke helft hoort bij de regio Zambezi. Tot 2013 heette deze regio Caprivi, maar de Namibische regering wijzigde de naam om de Duitse onderdrukking te doen vergeten.

## Historie sinds 1890

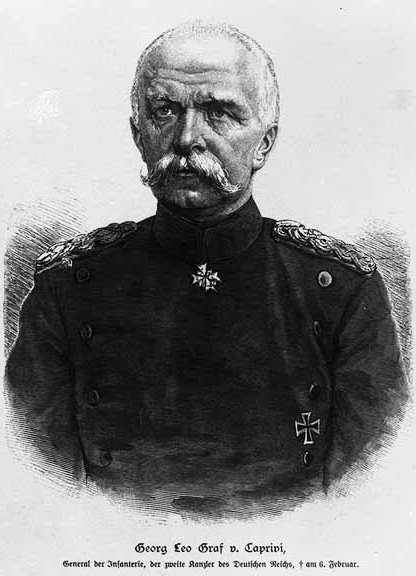
Duits kanselier Leo von Caprivi

De Caprivistrook dankt haar naam aan de Duitse rijkskanselier generaal graaf Leo von Caprivi. De strook werd op 1 juli 1890 in het kader van het Zanzibarverdrag aan de voormalige Duitse kolonie Duits-Zuidwest-Afrika toegevoegd, na onderhandelingen met Engeland over Zanzibar, Helgoland en delen van Beetsjoeanaland, het huidige Botswana. Duitsland wilde met de Caprivistrook een verbinding creëren met Duits-Oost-Afrika (het huidige Tanzania), zijn andere kolonie in Afrika. De activiteiten van Cecil Rhodes in het huidige Zimbabwe maakte de verdere uitvoering van dat plan onmogelijk.
Na de Eerste Wereldoorlog in 1918 werd de Caprivistrook aan de Britse kolonie Beetsjoeanaland toegevoegd. Vanaf 1929 viel de strook toe aan Zuidwest-Afrika, dat door Zuid-Afrika werd bestuurd, en sinds de onafhankelijkheid van Namibië behoort ze tot dat land.
Tijdens de onafhankelijkheidsstrijd tussen 1960 en 1990 was de Caprivistrook door de Zuid-Afrikaanse autoriteiten van de buitenwereld afgesloten. Er waren geheime militaire bases en het gebied was constant in staat van oorlog. Het is onduidelijk wat er zich in die jaren precies heeft afgespeeld.

## Separatisme
Eind jaren negentig was de Caprivistrook opnieuw het toneel van strijd dankzij een kortstondige opstand van de Caprivi Liberation Army (CLA), die streeft naar afscheiding van de Caprivistrook van Namibië. Dit leger is in 1994 opgericht door de United Democratic Party, een in 1985 opgerichte partij die sinds 1999 vanuit Denemarken opereert en in Namibië sinds 2006 verboden is. Eerder zette de haar voorloper de Caprivi African National Union (CANU, opgericht in 1963) zich in voor afscheiding. De leider van zowel de CANU als de UCP is Mishake Muyongo. De UCP beroept zich op de bevolkingssamenstelling van het gebied, die afwijkt van die van de rest van Namibië, en grijpt terug op Barotseland, waartoe de Caprivistrook voor 1890 behoorde.

## Nationale parken
Een gedeelte van de Caprivistrook wordt in beslag genomen door nationale parken:
- het 204 km lange gedeelte tussen de rivieren de Okavango en de Kwando wordt in beslag genomen door het Bwabwata National Park (nr. 9 op de kaart)
- het Mudumu National Park bevindt zich langs de rivier de Kwando (nr.10 op de kaart)
- het moerassige en doorgaans moeilijk begaanbare Nkasa Rupara National Park is gelegen tussen de rivieren de Kwando en de Linyanti (nr. 11 op de kaart)

Bij de Popa-watervallen in de rivier de Okavango bevindt zich het kleine Popa Falls Park (nr. 8 op de kaart), dat de status van natuurmonument heeft.